# Картере
Картере (фр. Automobiles Carteret) је била француска компанија за производњу аутомобила.

## Историја компаније
Луј Вијен је 1922. године основао је компанију у Курбвоау за производњу аутомобила, под именом бренда "Картере" (фр. Carteret), која је исте године прекнула произвоњу.

## Аутомобили
Произведен је само мали аутомобил са четвороцилиндричним мотором произвођача Руби запремине 904 cm³. Мењач је био четворостепени и пренос снаге помоћу конусних лагера патентирано од Domecq-Cazeaux што се показало као слаба тачка конструкције.